# 九斿五
波江座64，又名BD-12 1047，HD 32045、SAO 150064、HR 1611，是波江座的一颗恒星，视星等为4.79，位于銀經211.94，銀緯-30.34，其B1900.0坐标为赤經4h 55m 16.9s，赤緯-12° -30.34′ 5″。